# 臺灣姬蟬
臺灣姬蟬（学名：Purana apicalis）为蟬科姬蟬屬下的一个种。